# Speechless (Fernsehserie)
Speechless (dt.: Sprachlos) ist eine US-amerikanische Fernsehserie, welche am 21. September 2016 ihre Premiere beim Sender ABC feierte. In Deutschland wird die Serie seit dem 2. August 2017 beim Bezahlsender ProSieben Fun ausgestrahlt.
Im Mai 2019 setzte ABC die Serie nach drei Staffeln ab.

## Inhalt
Die Serie konzentriert sich auf Maya DiMeo, Mutter von drei Kindern, ihren Ehemann Jimmy, Dylan, ihre geradlinige athletische Tochter; Ray, ihr gelehrtes mittleres Kind, das als „Stimme der Vernunft“ in der Familie fungiert; und ihren ältesten Sohn J.J., der eine Zerebralparese hat und deshalb im Rollstuhl sitzt und nicht sprechen kann; von diesem Umstand leitet sich auch der Titel der Serie ab. Die US-amerikanischen Originaltitel der einzelnen Serienepisoden sind so gehalten, als würde sie jemand von J.J.s Buchstaben- und Wortboard ablesen. Weitere Hauptfigur ist Kenneth Clements, ein ehemaliger Schulhausmeister, der nun J.J. als allgegenwärtiger Helfer vor allem in der Schule, zum Teil aber auch darüber hinaus begleitet.
Maya DiMeo versucht als Mutter ihrem Sohn trotz der Behinderung ein so normales Leben wie möglich zu ermöglichen. Dabei eckt sie wiederholt an, bekommt aber insbesondere in J.J.s Schule immer wieder unverhoffte breite Unterstützung von der Schulleitung, Lehrern und auch Schülern. Sie beharrt auf dem Standpunkt, dass ihr Sohn das Recht auf alle Erfahrungen anderer Teenager hat, was nicht selten zu Problemen innerhalb wie auch außerhalb der Familie führt. Während Dylan sich weitestgehend in ihre Rolle gefügt hat und sich vor allem sportlich auslebt, leidet Ray immer wieder unter der von ihm empfundenen Zurücksetzung beziehungsweise Nichtbeachtung.
Vater Jimmy DiMeo unterstützt seine Frau meist in ihren Bemühungen, muss ihr aber auch manchmal klarmachen, dass nicht alles, was man sich für J.J. wünscht, möglich gemacht werden kann. Seine eigenen Ansprüche und Wünsche hat der Mitarbeiter der Gepäckannahme eines Flughafens meist hinten angestellt. Zwischen J.J. und seinem Betreuer Kenneth Clements entwickelt sich nicht nur ein enges Vertrauensverhältnis, sondern auch eine Freundschaft. Die übrigen Familienmitglieder sind nicht immer darüber erfreut, dass sie auch außerhalb dessen Arbeitszeiten Kenneth so häufig in ihrem privaten Umfeld antreffen. Vor allem mit Maya DiMeo – die nicht immer ihren Kontrollzwang verhehlen kann – kommt es darüber ab und an zu kleineren Auseinandersetzungen.

## Besetzung
Die Synchronisation der Serie wird bei der EuroSync nach Dialogbüchern und unter der Dialogregie von Stefan Fredrich erstellt.
| Rolle                 | Darsteller        | Synchronsprecher     |
| --------------------- | ----------------- | -------------------- |
| Maya DiMeo            | Minnie Driver     | Christin Marquitan   |
| Jimmy DiMeo, Sr.      | John Ross Bowie   | Christian Gaul       |
| Raymond „Ray“ DiMeo   | Mason Cook        | Oliver Szerkus       |
| Jimmy „JJ“ DiMeo, Jr. | Micah Fowler      | Kai Gies             |
| Dylan DiMeo           | Kyla Kenedy       | Léa Mariage          |
| Kenneth Clements      | Cedric Yarbrough  | Michael Iwannek      |
| Dr. Ava Miller        | Marin Hinkle      | Maria Sumner         |
| Mr. Powers            | Jonathan Slavin   | Stefan Krause        |
| Claire                | McKaley Miller    | Fridoline Domanowski |
| Rev                   | Jack Dylan Grazer | Amadeus Strobl       |
| Tad                   | David Lengel      | Rainer Fritzsche     |
| Taylor                | Sedona James      | Lydia Morgenstern    |